# Cànon d'eclipsis
El Cànon d'eclipsis (en alemany, Canon der Finsternisse) és una compilació d'efemèrides astronòmiques realitzada per Theodor Ritter von Oppolzer i publicada originalmente l'any 1887 a Viena. Va ser corregida i reeditada per Dover Publishing de Nova York el 1962.
En el Cànon estan recollits 8.000 eclipsis de Sol esdevinguts (o previstos) entre els anys 1206 i 2161, a més de 5.200 eclipsis de Lluna entre els anys 1206 i 2132. El Cànon conté els elements geomètrics i trigonomètrics necessaris per a calcular les circumstàncies de cada eclipsi en qualsevol localització de la Terra. Tanmateix, no contempla els eclipsis penombrals de Lluna i presenta alguns errors en eclipsis de l'antiguitat degut al fet que en el segle xix, quan es va escriure, encara no eren massa ben conegudes algunes dinàmiques característiques del sistema Terra-Lluna.

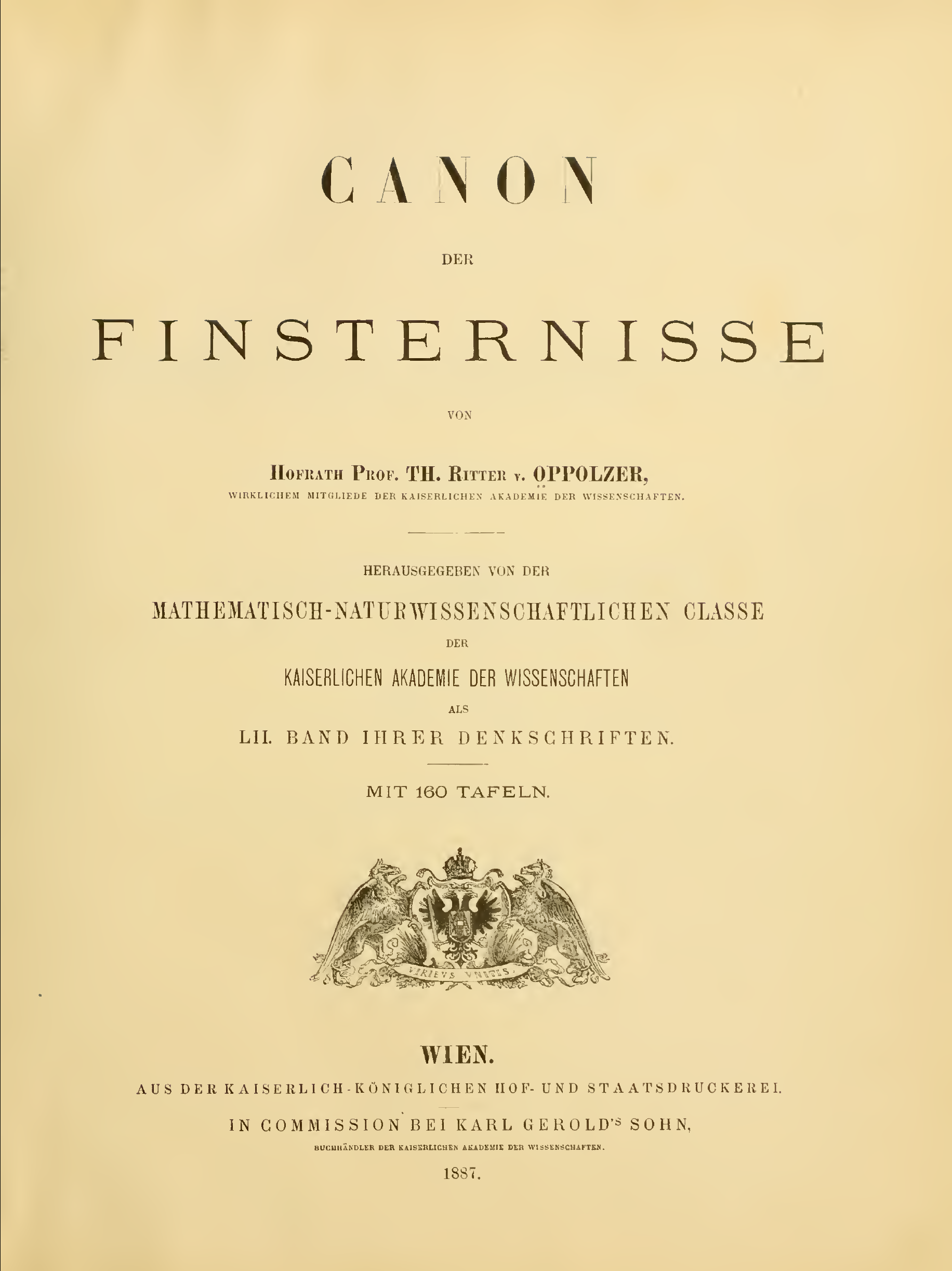
portada de l'obra
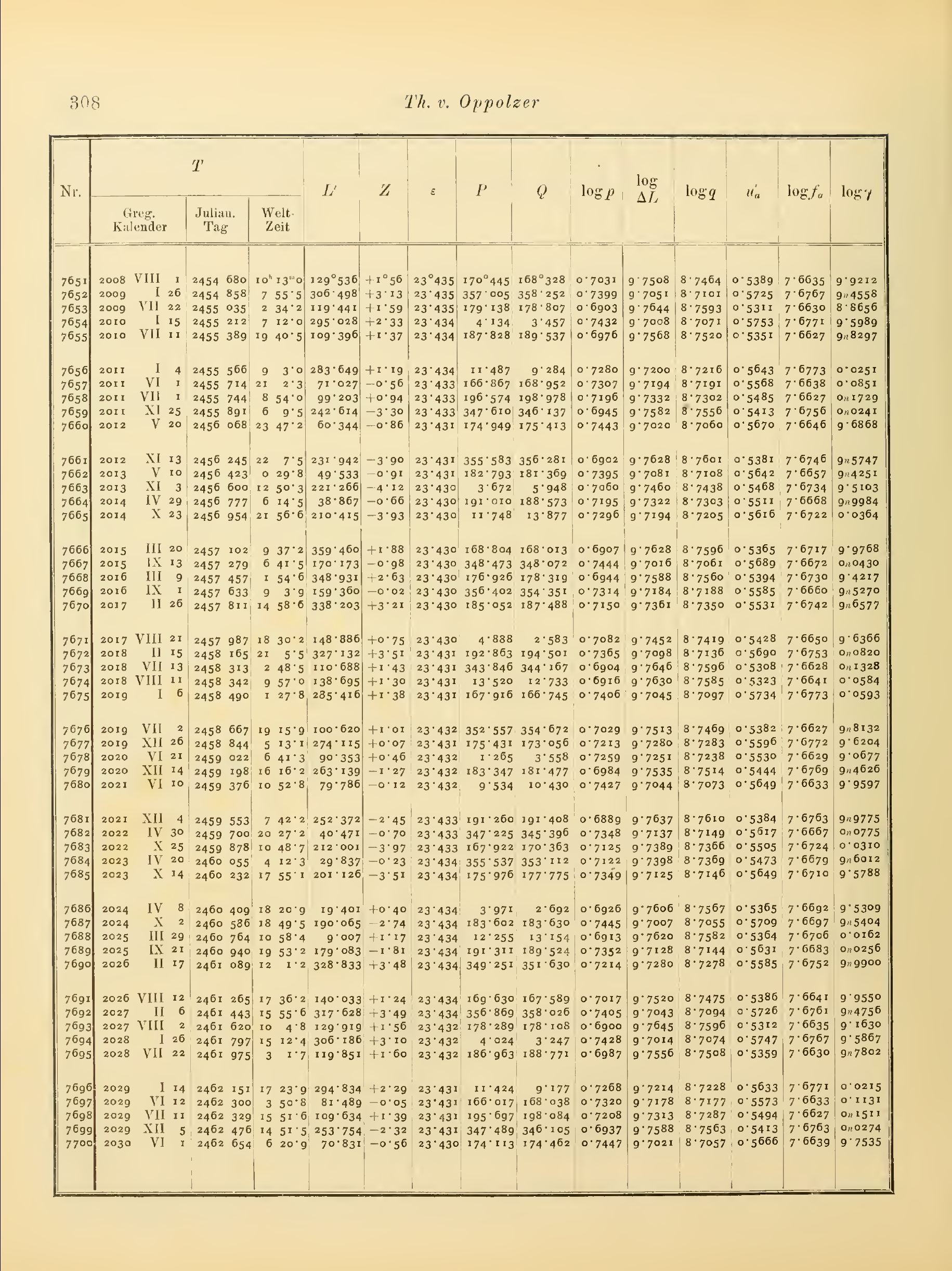
paràmetres d'eclipsis solars entre 2008 i 2030 (pàg. 308)
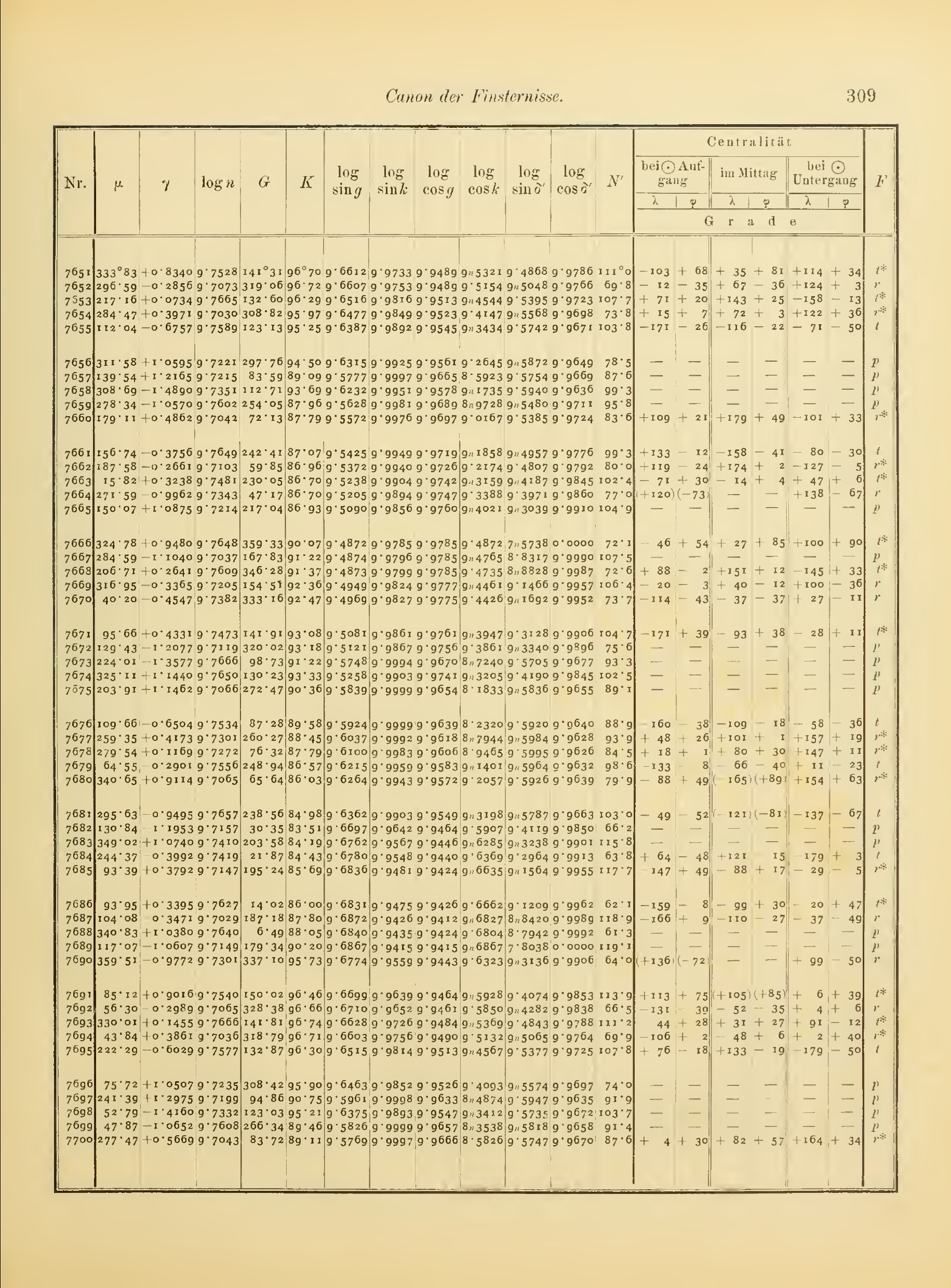
part 2 (pàg. 309)
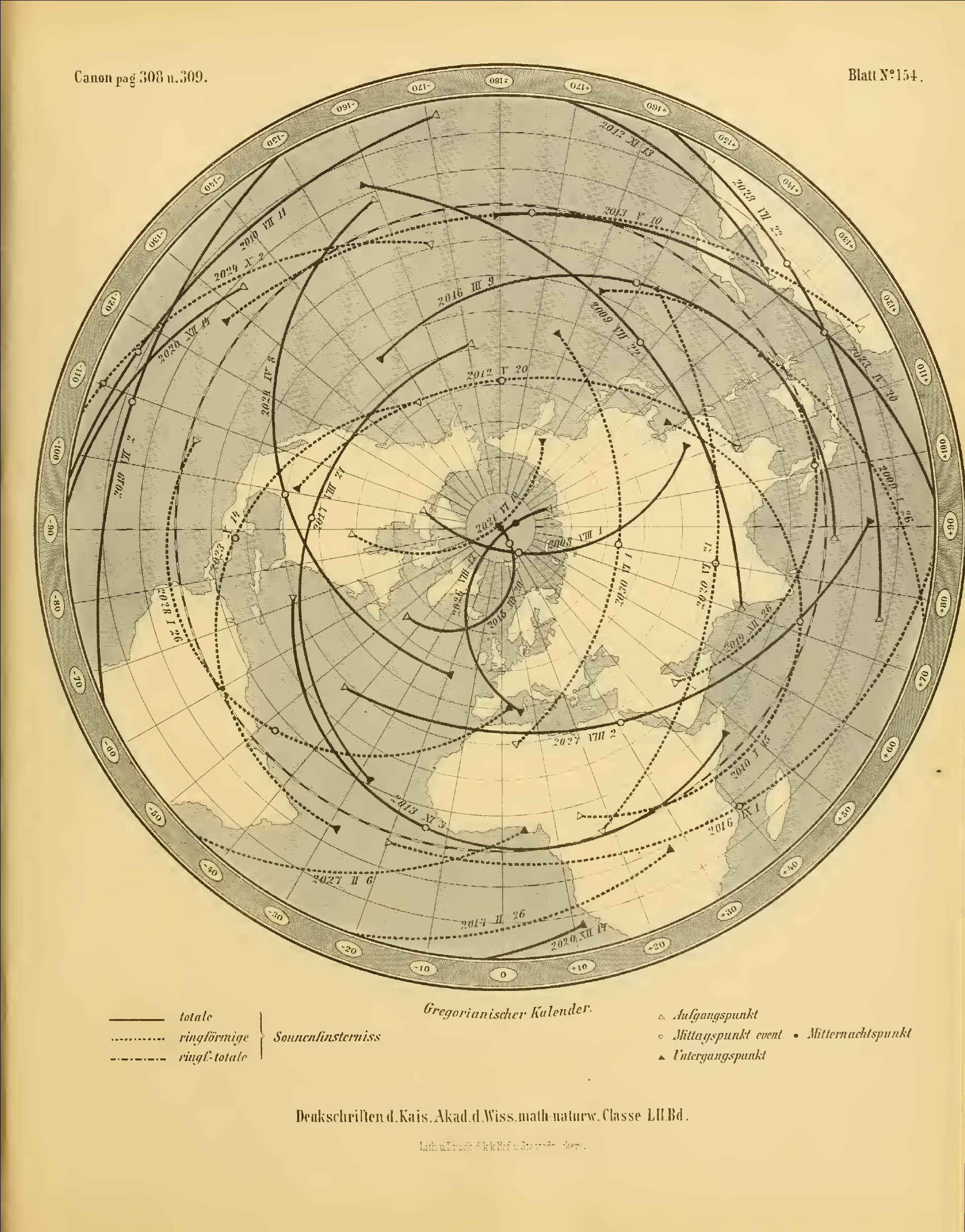
mapa d'eclipsis entre 2008 i 2030 (pàg. 154)